# Mistrzostwa Arabskie w Zapasach w 2019
Mistrzostwa rozegrano od 25 do 26 listopada 2019 roku w Kairze w Egipcie.

## Tabela medalowa
Gospodarz mistrzostw został zaznaczony kolorem.
| Poz. | Państwo          |    |    |    | Łącznie |
| ---- | ---------------- | -- | -- | -- | ------- |
| 1    | Egipt            | 17 | 3  | 0  | 20      |
| 2    | Bahrajn          | 2  | 0  | 0  | 2       |
| 3    | Jordania         | 1  | 5  | 2  | 8       |
| 4    | Arabia Saudyjska | 0  | 4  | 1  | 5       |
| 5    | Sudan            | 0  | 3  | 5  | 8       |
| 6    | Jemen            | 0  | 3  | 4  | 7       |
| 7    | Kuwejt           | 0  | 1  | 2  | 3       |
|      | Łącznie          | 20 | 19 | 14 | 53      |

## Wyniki

### W stylu klasycznym
| Waga   |                                      |                           |                          |
| ------ | ------------------------------------ | ------------------------- | ------------------------ |
| 55 kg  | Jusuf Muhammad Harbi Sabit           | Tourki Ali Hazoazi        | Mostafa Al-Qade          |
| 60 kg  | Ahmad Fu’ad Fu’ad Husajn Baghduda    | Rami Ismail Alama         | Sadam Hasan Al-Hezaa     |
| 63 kg  | Hajsam Mahmud                        | Mohammad Al-Ajmi          | Husien Abdallah El-Azaby |
| 67 kg  | Abu Halima as-Sa’id                  | Ahmed Salah Al-Marafi     | Fakhireldin Antar Obaid  |
| 72 kg  | Mahmud Muhammad Szauki Abd ar-Rahim  | Ahmed Mohamed Dahshan     | ----                     |
| 77 kg  | Ahmad Ibrahim Dżuma Hasan            | Sultan Eid                | Ibrahim Mohamed Bashir   |
| 82 kg  | Abd ar-Rahman Ihab Muhammad Dżamal   | Essam Abdelkereem El-Kady | Ali Abdelwahab Osman     |
| 87 kg  | Nur ad-Din Hani Muhammad Dżuma Hasan | Guma Babiker Adam         | Basil Sultan Al-Qdi      |
| 97 kg  | Mustafa Ali as-Sajjid Dżabr          | Ibrahim Fallatah          | Mohamed Hasan El-Kmaly   |
| 130 kg | Abd al-Latif Muhammad Ahmad          | ------                    | ----                     |

### W stylu wolnym
| Waga   |                                          |                                        |                             |
| ------ | ---------------------------------------- | -------------------------------------- | --------------------------- |
| 57 kg  | Ala Ali Szajba as-Sajjid                 | Gamal Al-Sabri                         | Fathi Mohamed Jagoub        |
| 61 kg  | Alibieg Alibiegow                        | Dżamal Abd an-Nasir Hanafi Muhammad    | Rami Ismail Alama           |
| 65 kg  | Haji Mohamad Ali                         | Fathi Tarik Fathi Atijja Isma’il       | Mohammad Al-Ajmi            |
| 70 kg  | Ahmad Mamduh Faradż Mutawalli            | Mustafa Mohamed Ali                    | ----                        |
| 74 kg  | Amr Rida Ramadan Husajn                  | Erzo Isakov                            | Mohammad Abdelkareem        |
| 79 kg  | Sami Hamdi Amin Rabi                     | Abdulkareem Abuidaij                   | Essam Abdelkereem Elkady    |
| 86 kg  | Umar Adil Muhammad Hasan                 | Guma Basher                            | ----                        |
| 92 kg  | Chalid Masud Isma’il Ahmad al-Mutamadawi | Mohammed Al-Quhali                     | Mohamed Saifeldoula Moahmed |
| 97 kg  | Husam Muhammad Mustafa Mirghani          | Ibrahim Fallatah                       | ----                        |
| 125 kg | Zaid Husein Shishani                     | Ahmad Mahmud as-Sajjid Muhammad Chalil | ---                         |